# شیر ترش شده
شیر ترش شده به مجموعه ای از محصولات غذایی اشاره می‌کند که که از اسیدی شدن شیر تولید می‌شود. اسیدی شدن که باعث می‌شود شیر طعم ترش و بوی نامطبوعی بگیرد، یا از طریق تخمیر باکتریایی یا از طریق افزودن ماده اسیدی مانند آب لیمو یا سرکه حاصل می‌شود. اسید باعث انعقاد و غلیظ شدن شیر می‌شود و از رشد باکتری‌های مضر جلوگیری می‌کند و ماندگاری محصول را بهبود می‌بخشد.
شیر ترش شده‌ای که از طریق تخمیر تولید می‌شود، به‌طور خاص شیر تخمیری یا شیر کشت داده شده نامیده می‌شود. به‌طور سنتی، شیر ترش، شیر تازه ای بود که با نگه داشتن آن به مدت یک روز نزدیک اجاق گاز یا در یک مکان گرم، تخمیر و ترش می‌شد. ممکن است شیر ترش تجاری مدرن با شیری که به‌طور طبیعی ترش شده است متفاوت باشد. 
شیر ترش که با افزودن یک اسید، با یا بدون افزودن موجودات میکروبی تولید می‌شود، به‌طور خاص شیر اسیدی نامیده می‌شود. در ایالات متحده، اسیدهای مورد استفاده برای تولید شیر اسیدی شامل اسید استیک (معمولاً در سرکه)، اسید آدیپیک، اسید سیتریک (که معمولاً در آب لیمو یافت می‌شود)، اسید فوماریک، گلوکونو-دلتا-لاکتون، اسید کلریدریک، اسید لاکتیک، اسید مالیک، اسید فسفریک، سوکسینیک اسید، و اسید تارتاریک می‌باشد.
شیر ترش معمولاً در خانه تهیه می‌شود یا در اروپای شرقی، بالکان، کشورهای بالتیک و اسکاندیناوی فروخته و مصرف می‌شود.